# Episodi di Beavis and Butt-head (decima stagione)
La decima stagione della serie animata Beavis and Butt-head, è stata trasmessa negli Stati Uniti, da Paramount+, dal 20 aprile al 29 giugno 2023. In Italia è stata interamente pubblicata il 13 luglio 2023 sulla stessa piattaforma.
In questa nuova stagione, il duo viene doppiato dai cantanti rap J-Ax e Shade, sostituendo così Luca Ghignone e Davide Albano che avevano prestato le loro voci nella stagione precedente; nell'ultimo episodio fanno il loro ritorno Daria Morgendorffer (che aveva abbandonato la serie dopo la settima stagione) e Todd Iannuzzi (riapparso negli episodi del 2011 e successivamente nel 2° lungometraggio), doppiati rispettivamente da Federica Carta e Renato Novara.
In questi episodi vi sono degli intermezzi incentrati sugli aneddoti di guerra di Tom Anderson (raccontati da lui stesso mentre indossa una divisa militare).
| nº | Titolo originale                             | Titolo italiano                              | Pubblicazione USA | Pubblicazione Italia |
| -- | -------------------------------------------- | -------------------------------------------- | ----------------- | -------------------- |
| 1  | Meditation Sucks                             | La sessione di meditazione                   | 20 aprile 2023    | 13 luglio 2023       |
| 2  | Polling Place                                | Il seggio elettorale                         | 20 aprile 2023    | 13 luglio 2023       |
| 3  | Old Man Beavis                               | Beavis l'anziano                             | 20 aprile 2023    | 13 luglio 2023       |
| 4  | Tom Anderson's War Stories: Incheon          | Tom Anderson's War Stories: Incheon          | 20 aprile 2023    | 13 luglio 2023       |
| 5  | Hunting Trip                                 | La battuta di caccia                         | 20 aprile 2023    | 13 luglio 2023       |
| 6  | Pardon Our Dust                              | Lavori in corso                              | 27 aprile 2023    | 13 luglio 2023       |
| 7  | Pranks                                       | Scherzoni                                    | 27 aprile 2023    | 13 luglio 2023       |
| 8  | Hellhole                                     | Il buco infernale                            | 4 maggio 2023     | 13 luglio 2023       |
| 9  | Take a Bow                                   | Inchinati                                    | 4 maggio 2023     | 13 luglio 2023       |
| 10 | Tobacco Farmers                              | I coltivatori di tabacco                     | 11 maggio 2023    | 13 luglio 2023       |
| 11 | Married                                      | Il matrimonio                                | 11 maggio 2023    | 13 luglio 2023       |
| 12 | Sad Boys                                     | Ragazzi tristi                               | 18 maggio 2023    | 13 luglio 2023       |
| 13 | Are You There God? It's Me, Beavis           | Signore, ci sei? Sono io, Beavis             | 18 maggio 2023    | 13 luglio 2023       |
| 14 | The Day Butt-Head Went Too Far               | Hai esagerato Butt-Head                      | 25 maggio 2023    | 13 luglio 2023       |
| 15 | Tom Anderson's War Stories: Heartbreak Ridge | Tom Anderson's War Stories: Heartbreak Ridge | 25 maggio 2023    | 13 luglio 2023       |
| 16 | Spring Break                                 | Vacanze di primavera                         | 25 maggio 2023    | 13 luglio 2023       |
| 17 | The Warrior                                  | Il guerriero                                 | 1º giugno 2023    | 13 luglio 2023       |
| 18 | Vasectomies                                  | La vesectomia                                | 1º giugno 2023    | 13 luglio 2023       |
| 19 | Stolen Valor                                 | Il circolo dei veterani                      | 8 giugno 2023     | 13 luglio 2023       |
| 20 | Breeding Frenzy                              | Febbre da accoppiamento                      | 8 giugno 2023     | 13 luglio 2023       |
| 21 | Hoarders                                     | Gli accumulatori seriali                     | 15 giugno 2023    | 13 luglio 2023       |
| 22 | Needle Dicks                                 | L'agopuntura                                 | 15 giugno 2023    | 13 luglio 2023       |
| 23 | The Ciabatta Zone                            | Il panino XL                                 | 22 giugno 2023    | 13 luglio 2023       |
| 24 | Tom Anderson's War Stories: Korean Farmhouse | Tom Anderson's War Stories: Korean Farmhouse | 22 giugno 2023    | 13 luglio 2023       |
| 25 | Warehouse                                    | Addetti al magazzino                         | 22 giugno 2023    | 13 luglio 2023       |
| 26 | Abduction                                    | Il rapimento                                 | 29 giugno 2023    | 13 luglio 2023       |
| 27 | Sleepover                                    | Il pigiama party                             | 29 giugno 2023    | 13 luglio 2023       |

## La sessione di meditazione
- Titolo originale: Meditation Sucks

### Trama
Beavis e Butt-head partecipano ad una sessione di meditazione, dove raggiungono l'illuminazione e fanno la conoscenza di Buddha, Zeus, Ganesha, Gesù e Bill Gates.

## Il seggio elettorale
- Titolo originale: Polling Place

### Trama
Il duo entra in un seggio elettorale, credendo che sia uno spogliarello.

## Beavis l'anziano
- Titolo originale: Old Man Beavis

### Trama
A Beavis e Butt-head non viene venduta la birra, in quanto minorenni. Butt-head pensa quindi di far sembrare Beavis anziano, tingendogli i capelli di bianco e colpendolo alla schiena con un'asse di legno, in modo che questi s'incurvi per il dolore e deambuli con la stessa asse. Il ragazzo viene quindi scambiato per un anziano di una casa di riposo e portato nella struttura assieme ad altre persone.

## La battuta di caccia
- Titolo originale: Hunting Trip

### Trama
Il duo va a caccia di cervi assieme a Tom Anderson.

## Lavori in corso
- Titolo originale: Pardon Our Dust

### Trama
I vecchi Beavis e Butt-head votano a favore della demolizione del loro stesso condominio, considerato un edificio abusivo.

## Scherzoni
- Titolo originale: Pranks

### Trama
Il duo si diverte a lanciare uova e carta igienica addosso a una casa.

## Il Buco Infernale
Titolo originale: Hellhole

### Trama
Beavis e Butt-head cadono in un tombino e si convincono di essere morti e finiti all'Inferno.

## Inchinati
Titolo originale: Take A Bow

### Trama
Beavis viene curato ai testicoli dopo che l'amico glieli ha ripetutamente colpiti.

## I coltivatori di tabacco
Titolo originale: Tobacco Farmers

### Trama
Il duo sotterra dei moziconi di sigaretta, credendo che possano far nascere delle "piantagioni di sigarette".

## Il matrimonio
Titolo originale: Married

### Trama
I vecchi Beavis e Butt-head vanno in agenzia per riottenere la patente ma si recano allo sportello sbagliato e l'impiegata crede che vogliano sposarsi.

## Ragazzi tristi
Titolo originale: Sad Boys

### Trama
Il duo vede a scuola un ragazzo che dice di essere triste abbracciato da una ragazza, così anche loro dicono di essere tristi, convinti che le ragazze vadano tutte da loro. 